# Портрет Бориса Владимировича Полуектова
«Портрет Бориса Владимировича Полуектова» — картина Джорджа Доу и его мастерской из Военной галереи Зимнего дворца, с вариантом-повторением из собрания ГМИИ имени А. С. Пушкина.
Картина представляет собой погрудный портрет генерал-майора Бориса Владимировича Полуектова из состава Военной галереи Зимнего дворца.
К началу Отечественной войны 1812 года полковник Полуектов командовал батальоном в лейб-гвардии Преображенского полка, в Бородинском сражении временно командовал всем полком. Во время Заграничных походов 1813 и 1814 годов отличился в сражениях при Бауцене и Кульме, был произведён в генерал-майоры. Далее он получил в командование Московский гренадерский полк, во главе которого отличился в сражениях при Ла-Ротьере и Арси-сюр-Обе, а также при взятии Парижа. В кампании Ста дней блокировал крепость Туль.
Изображён в генеральском вицмундире, введённом для пехотных генералов 7 мая 1817 года, на плечи наброшена шинель. Слева на груди звезда ордена Св. Анны 1-й степени с алмазами; на шее крест прусского ордена Красного орла 2-й степени; по борту мундира кресты орденов Св. Иоанна Иерусалимского и Св. Владимира 2-й степени (надеты с нарушением правил ношения — российские ордена должны располагаться выше иностранного ордена); справа на груди крест ордена Св. Георгия 4-го класса, серебряная медаль «В память Отечественной войны 1812 года» на Андреевской ленте, бронзовая дворянская медаль «В память Отечественной войны 1812 года» на Владимирской ленте, звезда ордена Св. Владимира 2-й степени, правее шитый крест ордена Св. Иоанна Иерусалимского и под ним Кульмский крест. Подпись на раме: Б. В. Полуектовъ 1й, Генералъ Маiоръ.
7 августа 1820 года Комитетом Главного штаба по аттестации Полуектов был включён в список «генералов, заслуживающих быть написанными в галерею» и 22 июля 1822 года император Александр I приказал написать его портрет. В это время Полуектов командовал 2-й бригадой 2-й гренадерской дивизии, расквартированной в Царстве Польском и ему 31 июля того же года из Инспекторского департамента Военного министерства было направлено письмо с извещением о предстоявшей поездке Доу в Варшаву и с просьбой встретиться с художником. На портрете изображён орден Св. Владимира 2-й степени, которым Полуектов был награждён 7 декабря 1823 года, и, соответственно, считается, что он был написан после этой даты. Однако гонорар Доу за этот портрет был выплачен ещё 25 апреля 1823 года — на этом основании А. А. Подмазо выдвинул версию, что мог существовать более ранний портрет Полуектова с орденом Св. Владимира 3-й степени. Готовый портрет был принят в Эрмитаж 7 сентября 1825 года.
В собрании Пушкинского музея в Москве имеется другой вариант портрета. Он отличается от галерейного немного меньшими размерами, иным расположением орденов (звезда ордена Св. Владимира, шитый крест ордена Св. Иоанна Иерусалимского и Кульмский крест размещены по вертикали один под другим) и наличием подписи художника и авторской даты «1825» (холст, масло, 69 × 61 см, инвентарный № Ж-3164). Также к наградам добавлена медаль «За взятие Парижа», которой Полуектов был награждён 19 марта 1826 года — наличие на портрете этой медали противоречит авторской датировке, но возможно, что медаль была дописана позже. Обстоятельства создания этого варианта портрета и его поступления в музей не установлены.
В 1840-е годы в мастерской И. П. Песоцкого по рисунку И. А. Клюквина с портрета была сделана литография, опубликованная в книге «Император Александр I и его сподвижники» и впоследствии неоднократно репродуцированная.